# Zudor János
Zudor János (Nagyvárad, 1954. április 27. – Margitta, 2018. október 30.) romániai magyar költő.

## Élete
Középiskoláit szülővárosában végezte, 1983-ban a kolozsvári Babeș–Bolyai Tudományegyetemen szerzett magyar–francia szakos tanári oklevelet. Közben 1981–82-ben Nagyszalontán, 1982–83-ban Nagyváradon tanított; az egyetem elvégzése után a kágyai Mezőgazdasági Líceum tanára, 1987-től a Sinteza Vegyigyár alkalmazottja. 1990–91-ben a Bihari Naplónál, majd 1993-ig az Erdélyi Naplónál újságíró. 1993-ban betegnyugdíjba vonult.
Zudor János skizofréniában szenvedett, ez az állapot egész munkásságát meghatározta, oktatóként is csak rövid ideig tevékenykedhetett. Élete alkonyán egy margittai idősek otthonában élt.

## Művei
- Pügmalión monológja. Versek; Kriterion, Bucureşti, 1989 (Forrás sorozat)
- Romániából jöttem; előszó Szőcs Géza; MBT–Officina Nova, Bp., 1990 ("Ifjú szívekben élek")
- Filmzene. Versek; KecsmetionPress, Bp., 1995
- Isten asztalán; Literator, Nagyvárad, 1995
- És egy kicsit tovább. Versek; Vest, Nagyvárad, 2001
- Jónás és a mérték; Erdélyi Híradó–Előretolt Helyőrség Szépirodalmi Páholy, Kolozsvár, 2010 (Előretolt helyőrség könyvek)
- A rusnya valcer; Új Forrás–Posticum, Tata–Nagyvárad, 2012 (Új Forrás könyvek)

## Díjai, kitüntetései
- Sziveri János-díj (1993)